# Bakkar ibn Múslim al-Uqaylí
Bakkar ibn Múslim al-Uqaylí fou ostikan d'Armènia vers 769-770. Nomenat pel califa per arreglar els afers d'Armènia no va arribar a fer res concret. Vers el 770, després de més d'un any de govern, el va succeir Hàssan ibn Qàhtaba.